# Тенеурин
Тенеурины (teneurins) — однопроходные трансмембранные протеины. Название происходит от «тен-а» (от «tenascin-like protein, accessory», тенасцин-подобные протеины, дополнительные) и «нейроны», основное место экспрессии тенеуринов. Под Ten-m понимаются тенасцин-подобные протеины, основные, которые относятся к типу II трансмембранных гликопротеинов.
Тенеурины выделены у Drosophila, C. elegans и у позвоночных. У каждого вида животных они экспрессируются на группе нейронов, а также на участках формирования зародышевых структур и морфогенеза. У дрозофилы тенеурин встречается в форме ten-m или Odz, гена «парных правил», и его экспрессия необходима для нормального развития. Апрегуляция экспрессии тенеурина (ten-1) у C. elegans с RNAi ведет к аномальному нейронному поиску пути и аномальному развитию гонад.
Внутриклеточный домен некоторых тенеуринов (если не всех) может быть расщепленным и транспортироваться в клеточные ядра, где, как предполагается, они действуют как фактор транскрипции. Пептид, находящийся на конце внеклеточного домена, имеет ту же структурную гомологию, что и определенные нейропептиды.
У позвоночных имеется четыре гена тенеуринов с названиями от тенеурин-1 до тенеурин-4. В литературе встречаются и другие названия тенеуринов: Odz-1 до −4 и Tenm-1 до −4.